# Reserva índia de Duck Valley
La reserva índia Duck Valley fou establerta com a llar dels membres de les nacions d'amerindis dels Estats Units xoixoni i paiute. Es troba just a la línia estatal entre Idaho i Nevada a l'oest dels Estats Units. La reserva, que té la forma d'un quadrat, es divideix gairebé en parts iguals en la superfície terrestre entre els dos estats, amb el 50,2 per cent del nord situada al sud de comtat d'Owyhee (Idaho) i el 49,8 per cent del sud situada al nord-oest del comtat d'Elko (Nevada). La superfície total és de 450.391 milles quadrades (1.166,508 km²) i la població resident és de 1.265 persones segons el cens de 2000, més del 80 per cent dels quals vivien al costat de Nevada. La seva única comunitat significativa és Owyhee (Nevada).

## Indrets històrics
- Fort McDermit, Nevada
- Fort Hall, Idaho

## Membres notables
- Tina Manning, m. 1979, activista dels drets de l'aigua i casada amb el dirigent de l'American Indian Movement John Trudell, 1972-1979 (va morir en un incendi casolà).